# Æthelberht II av East Anglia
Æthelberht II av East Anglia, död 794, var en engelsk monark. Han var kung av East Anglia 779–794. 